# Erhard Patzer
Erhard Patzer, właśc. Johannes Erhard Patzer, także Jan Erhard Patzer, J. Erhard Patzer, Hans-Erhard Patzer (ur. 19 czerwca 1899 w Łodzi, zm. 4 września 1939 w Poznaniu) – polski przyrodnik oraz nauczyciel biologii, pochodzenia niemieckiego.

## Życiorys
Patzer urodził się w Łodzi. Czuł się Niemcem – kultywował wraz z żoną tradycje niemieckie i organizował wieczory pieśni niemieckiej. W młodości uczęszczał do Niemieckiego Gimnazjum w Łodzi. Następnie studiował w Gdańsku oraz w Monachium. W 1928 obronił pracę doktorską na Uniwersytecie w Marburgu pt. „Beiträge zur Biologie der Leberegelschnecke Galba (Limnaea) truncatula Müller” (pol. Wkład w biologię motylicy wątrobowej Galba (Limnaea) truncatula Müller). Od 1927 pracował w Niemieckim Gimnazjum w Łodzi, lecz w 1932 otrzymał zakaz prowadzenia zajęć od władz szkolnych w związku z działaniem na szkodę państwa. Ponownie mógł nauczać w 1934, kiedy to podjął pracę w Gimnazjum Schillera w Poznaniu (znajdującego się w obecnym gmachu VI Liceum Ogólnokształcącego im. Ignacego Jana Paderewskiego w Poznaniu).
W latach 1928–1932 publikował na łamach „Czasopisma Przyrodniczego”, a także czasopisma naukowego Towarzystwa Przyrodniczego im. S. Staszica. Opisywał w nim m.in. przyrodę Polesia Konstantynowskiego będąc jednym z zaangażowanych na rzecz ustanowienia w nim rezerwatu przyrody, publikował m.in. nt. pomników przyrody Ziemi Łódzkiej – ostatnie lata swojego życia poświęcał inwentaryzacji pomników przyrody regionu łódzkiego – po jego śmierci część zgromadzonych przez niego materiałów publikowała jego żona.
Był członkiem Towarzystwa Historycznego i Towarzystwa Nauk Przyrodniczych w Poznaniu.

### Udział w II wojnie światowej
Patzer zaangażował się w udział w II wojnie światowej po stronie niemieckiej, od początku jej wybuchu. Dowodził oddziałem nastoletnich uczniów Gimnazjum im. F. Schillera w Poznaniu, ostrzeliwując mieszkańców Poznania na cmentarzu parafii św. Marcina przy ul. Towarowej. W wyniku jego działalności, wydano na niego wyrok śmierci, prawdopodobnie został rozstrzelany przez polskich żołnierzy.
Jego grób odnaleziono latem 1940 w Zakrzewku k. Konina.

## Upamiętnienie
- Okupacyjne władze niemieckie Łodzi po jego śmierci zmieniły ul. Radwańską na Erhard-Patzer-Straße, po 1945 patronem ulicy był Karol Świerczewski, a w latach 90. XX w. ul. ponownie nazywała się Radwańska[10][11].
- Tom. XII „Deutsche Gestalter und Ordner im Osten. Forschungen zur deutsch-polnischen Nachbarschaft im Ostmitteleuropäischen Raum” pod redakcją Kurt Lücka – historyka i podpułkownika SS oraz historyka Alfreda Lattermanna(inne języki) został zadedykowany Albertowi Breyerowi oraz doktorowi Erhardowi Patzerowi, jako temu który został bez powodu rozstrzelany przez polskich żołnierzy[7].